# Djuröns naturreservat

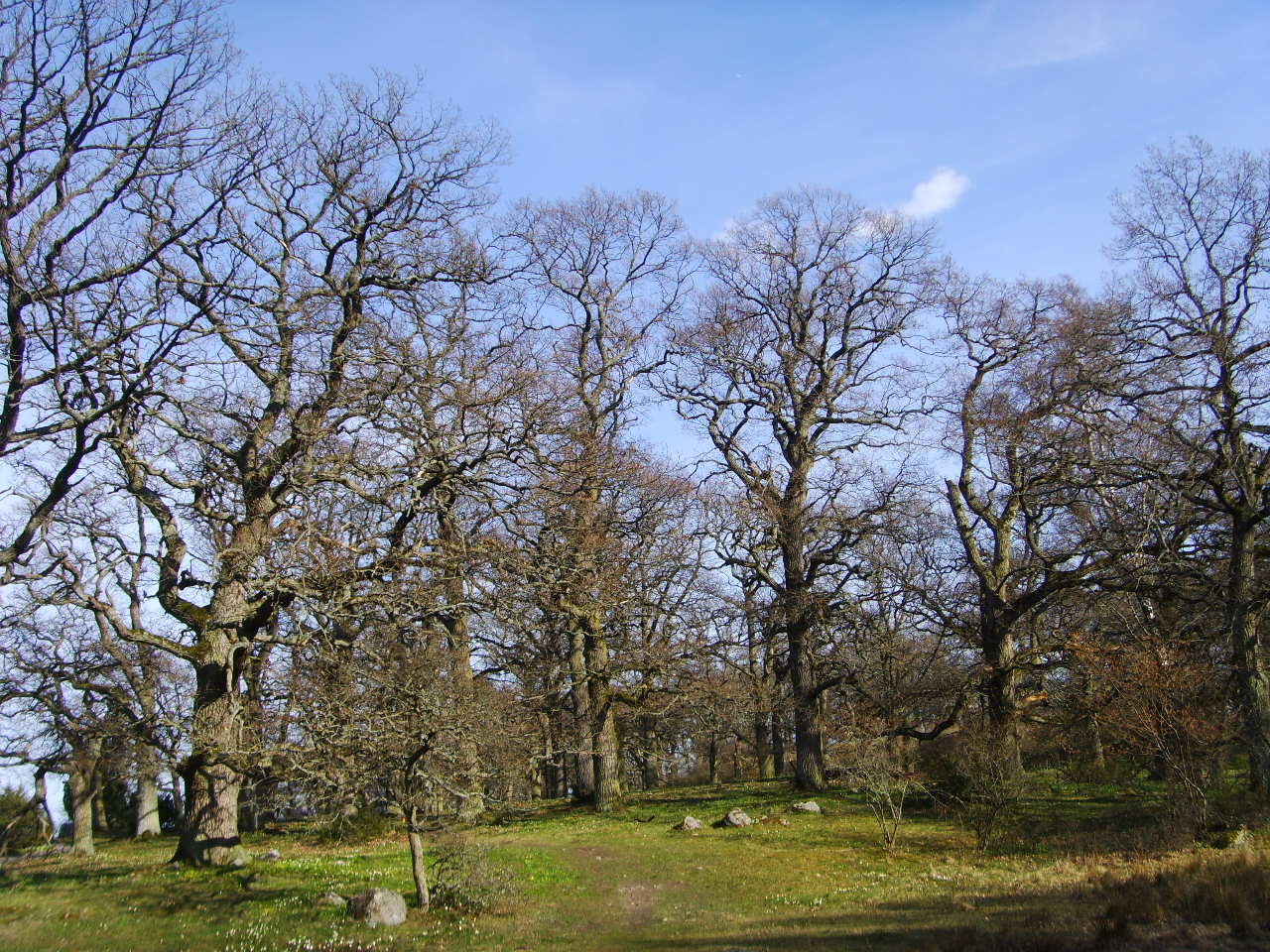
Djuröns naturreservat

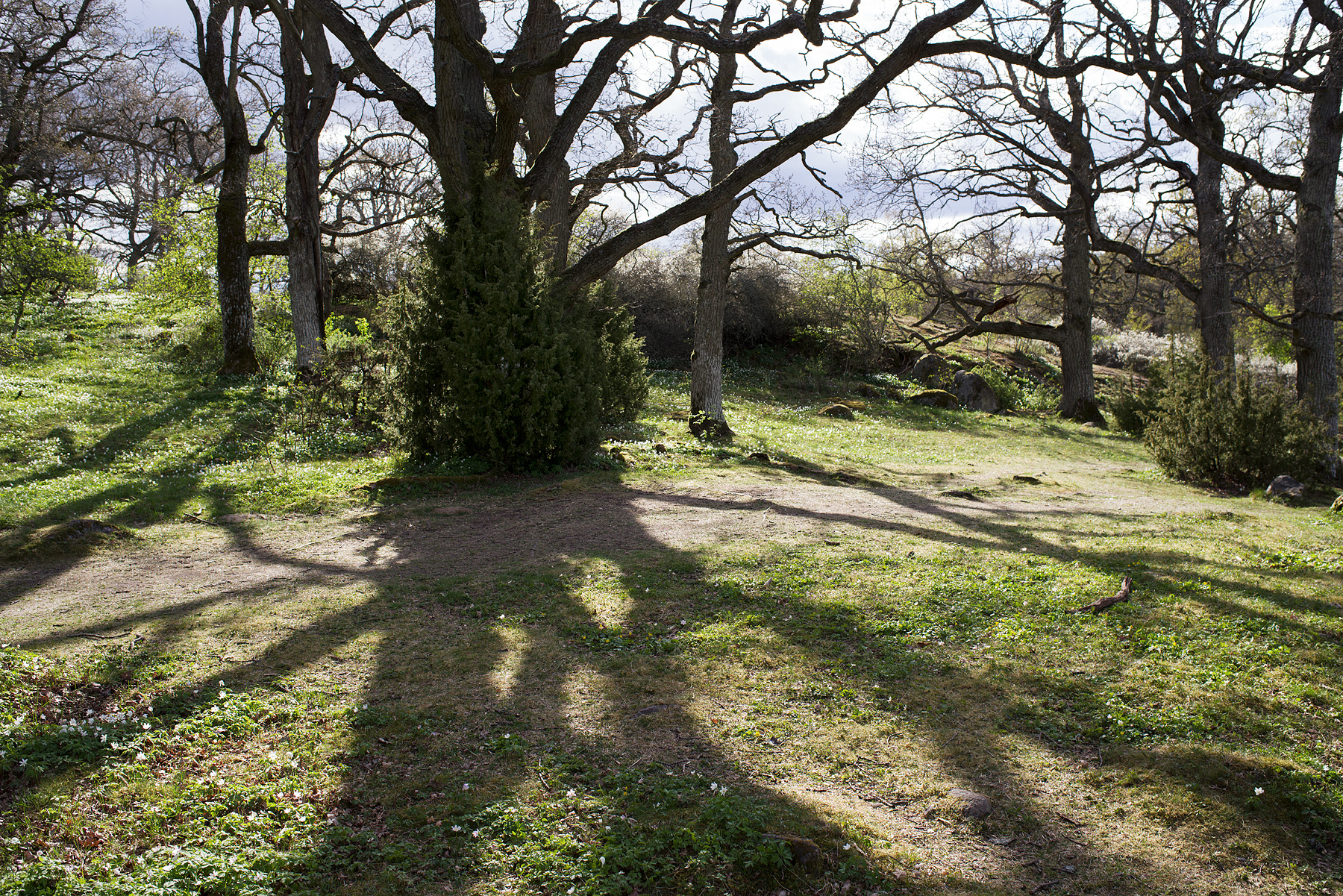
Ekarna är viktiga delar av Djuröns naturreservat

Djuröns naturreservat på Djurön i Norrköpings kommun bildades 1999 som ett naturreservat, och tillhör även sedan 2000 det europeiska nätverket för skyddad natur.
Naturreservatet präglas av varierad natur med en rik flora av växter, lavar och svampar. Bland kryptogamerna finns violettbrun skivlav, skuggorangelav, brun nållav, hjälmbrosklav och rosa skärelav. Ett 20-tal tickor är identifierade och bland dem kan oxtunga och blekticka hittas.
Reservatet lockar många då det är uppdelat i zoner. Grova ekar som växer på moränmark med uppstickande berghällar, den här marken betas av frigående betesdjur, främst kor, men även rådjur som är väl representerade i den lokala faunan. Längre in i reservatet kommer man till en välväxt lövskog som sedan går över till gran- och tallskog.